# Aiki Mira

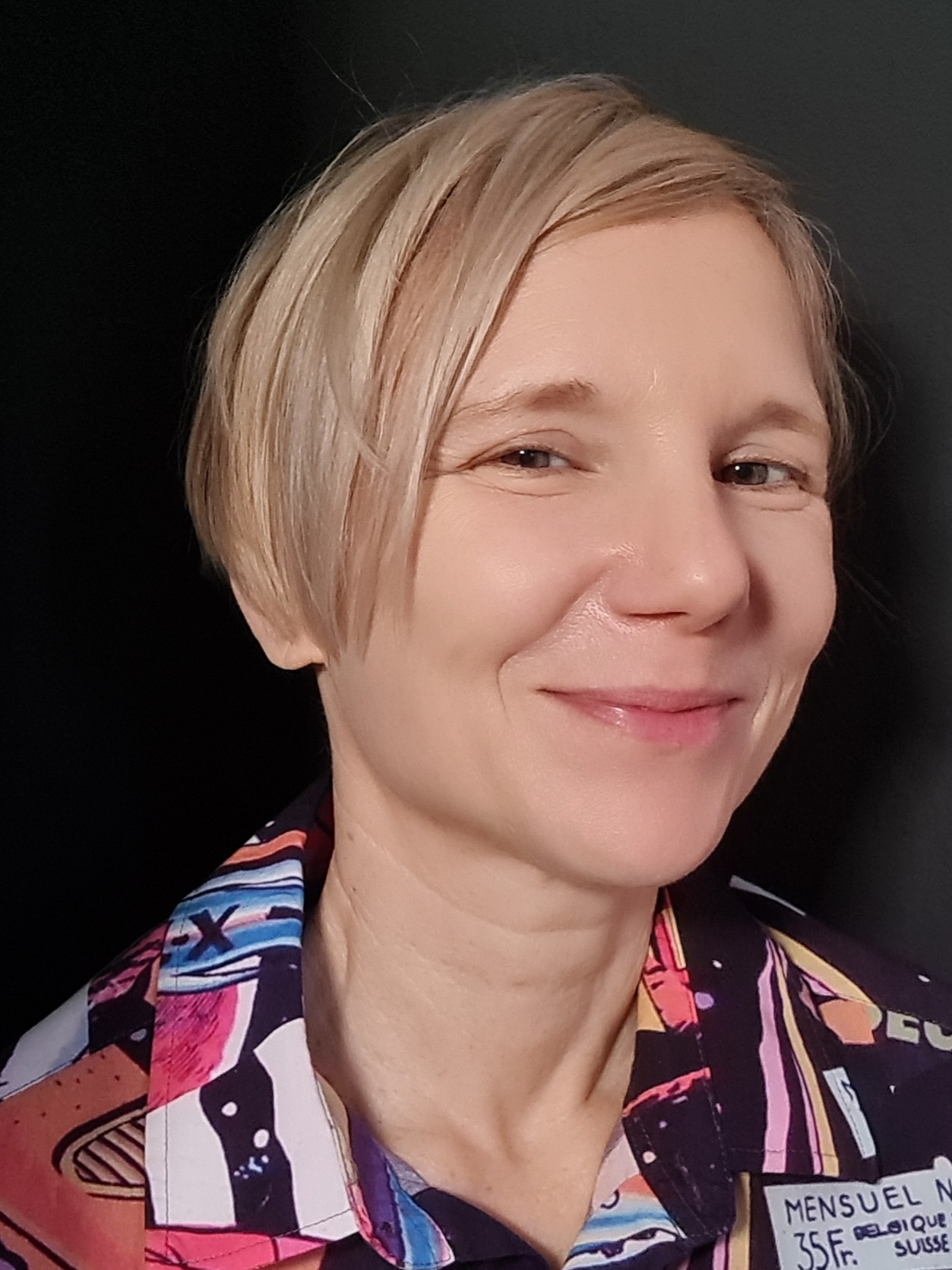
Aiki Mira

Aiki Mira ist eine deutsche, nichtbinäre Person, die unter diesem Pseudonym unter anderem Science-Fiction-Literatur veröffentlicht.

## Leben und Werk
Aiki Mira lebt in Hamburg und wird als Hamburger Autorin der Autorengalerie der Stadtbibliothek Hamburg gelistet. Nach dem Studium der Medienkommunikation forschte Aiki Mira zu Jugendkultur und Computerspiel. Aiki Mira ist die erste nichtbinäre Science-Fiction-Autorenperson, die auf der Website des Kurd-Laßwitz-Preises als „Autorx“ gelistet wird. Neben Romanen veröffentlicht Aiki Mira Essays und Kurzgeschichten, u. a. hier: Tor Online, Phantastisch!, Exodus, Queer*Welten, Future Fiction Magazine, c’t – Magazin für Computertechnik.
Das Universum ohne Eisbärin ist Aiki Miras erste veröffentlichte Kurzgeschichte. Sie erschien im Jahr 2021 in der c’t
und wurde sowohl für den Kurd-Laßwitz-Preis als auch für den Deutschen Science-Fiction-Preis
nominiert. Ebenfalls für beide Preise nominiert wurden Aiki Miras Kurzgeschichten Vorsicht synthetisches Leben und Utopie27. Mit der Erzählung Utopie27 gewann Aiki Mira im Jahr 2022 sowohl den Deutschen Science-Fiction-Preis als auch den Kurd-Laßwitz-Preis.
Zusammen mit Uli Bendick und Mario Franke gab Aiki Mira im Jahr 2021 die Anthologie Am Anfang war das Bild heraus, die für den Kurd-Laßwitz-Preis 2022 nominiert wurde und in der Kategorie Sonderpreis den zweiten Platz erreichte. In der Anthologie erschien auch Aiki Miras Preisträgergeschichte Utopie27. Im Juni 2022 veröffentlichte Aiki Mira den Science-Fiction-Roman Titans Kinder. Eine Space-Utopie bei p.machinery. Im Dezember 2022 folgte der Cyberpunk-Roman Neongrau: Game over im Neurosubstrat bei Polarise.
Seit 2023 co-hostet Aiki Mira den SWR Podcast Das war morgen zusammen mit der Politikwissenschaftlerin Isabella Hermann.

## Queer*Science Fiction
Aiki Mira verortet sich in der Queer*Science Fiction und veröffentlicht zum Thema auch Essays, zum Beispiel auf Tor Online und im Queer*Welten Magazin.

## Auszeichnungen
- 2025 Kurd-Laßwitz-Preis für Proxi. Eine Endzeit-Utopie[15]
- 2024 Kurd-Laßwitz-Preis für Neurobiest.[16]
- 2023 Kurd-Laßwitz-Preis für Neongrau. Game over im Neurosubstrat[17]
- 2023 Deutscher Science-Fiction-Preis für Die Grenze der Welt[18]
- 2023 Chrysalis Award beim European Science Fiction Society Award[19]
- 2022 Deutscher Science-Fiction-Preis für Utopie27[6]
- 2022 Kurd-Laßwitz-Preis für Utopie27[20]
- 2022 zweiter Platz zusammen mit Uli Bendick und Mario Franke für die Anthologie Am Anfang war das Bild beim Kurd-Laßwitz-Preis Kategorie Sonderpreis[20]
- 2022 zweiter Platz mit der Erzählung Das Universum ohne Eisbärin beim Deutschen Science Fiction Preis[6]
- 2022 dritter Platz mit der Erzählung Vorsicht synthetisches Leben beim Kurd-Laßwitz-Preis[20]

## Publikationen

### Romane
- Proxi. Eine Endzeit-Utopie Hopepunk-Roman, FISCHER Tor, Frankfurt am Main 2024, ISBN 978-3-596-70978-6
- Neurobiest. Biopunk-Roman, Eridanus Verlag, Bremen 2023, ISBN 978-3-946348-39-9
- Neongrau. Game Over im Neurosubstrat Cybperpunk-Roman, Polarise, Heidelberg 2022, ISBN 978-3-949345-28-9
- Titans Kinder. Eine Space-Utopie SF-Roman, p.machinery, Winnert 2022, ISBN 978-3-95765-294-2

### Herausgaben
- mit Uli Bendick, Mario Franke, Monika Niehaus u. a.: Am Anfang war das Bild. Hirnkost 2021, ISBN 978-3-949452-15-4.

### Erzählungen und Novellen
- Universum ohne Eisbärin In: c’t Magazin 5 Heise Verlag, 2021
- Game over & out In: Diagnose F, p.machinery Verlag, 2021, ISBN 978-3-95765-231-7
- Wir werden andere sein In: Rico Gehrke: Eden im All: 2021 Collection of Space Novellas Verlag für Moderne Phantastik Gehrke, 2021
- Glückwunsch, du wurdest ausgewählt, du bist eine Gewinnerin, du hast gewonnen! In: Literaturzeitschrift-Haller Heft 17 p.machinery Verlag, 2021
- Totalwald In: Phantastisch! Ausgabe 83 Atlantis Verlag, 2021
- Utopie27 In: Am Anfang war das Bild. In: Hirnkost 2021, ISBN 978-3-949452-15-4.
- Vorsicht Synthetisches Leben! In: Exodus Magazin 43, 2021
- Willkommen im Mind-Live-Stream In: c’t Magazin 13 Heise Verlag 2022
- Die Grenze der Welt In: Exodus 44/2022
- Digital Detox In: Future Fiction Magazine 2/2022
- Der Zustand der Welt In: Queer*Welten 8, Amrûn Verlag 2022
- Die Zukunft In: Janika Rehak und Yvonne Tunnat: Der Tod kommt auf Zahnrädern, Amrûn Verlag 2022, ISBN 978-3-95869-500-9
- Deshalb kann ich nicht fort In: Romy Gorischeck Friedenszeit - Miteinanda für die Ukraine: Benefizanthologie, Homo Littera 2022, ISBN 978-3-99144-008-6

### Essays
- Zukunft jagt Gegenwart. In: Phantastisch! 20. Jahrgang, Ausgabe 80, Nummer 4/2020. Atlantis Verlag, Stolberg 2020, ISSN 1616-8437, S. 70–71.
- Wovon träumen Androiden? Von Queer*Science Fiction! In: Judith Vogt, Kathrin Dodenhoeft, Lena Richter (Hrsg.): Queer*Welten. Ausgabe 6. Achje Verlag, Hannover 2021, ISBN 978-3-947720-82-8.
- Was ist Queer*SF? Mehr als nur Science Fiction. bei Tor Online 2022
- Science Fiction im Zeitalter der Bilder. In: Phantastisch! 22. Jahrgang, Ausgabe 86, Nummer 2/2022. Atlantis Verlag, Stolberg 2022, ISSN 1616-8437, S. 67–69.
- Die neue Space Opera im Zeitalter der kommerziellen Raumfahrt: Von ‚Star Wars‘ zu ‚The Expanse, Die Maschinen‘ bis hin zu aktueller deutscher Science-Fiction. In: Hardy Kettlitz, Melanie Wylutzki: Das Science Fiction Jahr 2022. Hirnkost Verlag, Berlin 2022, ISBN 978-3-949452-69-7.
- Der Schreibende Körper. In: die Zeit, 2.4.24[21]
- Von Monstern, Cyborgs und Cyberpunks. In: Bettina Schulte (Hrsg.): Heute ist ein guter Tag, das Patriarchat abzuschaffen. Hirzel Verlag, Stuttgart 2024, ISBN 978-3-7776-3475-3, S. 119–146.